# Parola d'onore
Parola d'onore è un album del gruppo musicale ska italiano Roy Paci & Aretuska, pubblicato nel 2005.

## Tracce
Testi e musiche di Roy Paci, tranne dove indicato.
1. Superreggae stereomambo – 3:48 (Josh Sanfelici)
2. Viva la vida – 5:06
3. Shock Politik – 3:50 (Josh Sanfelici)
4. Nesci lu suli – 3:50
5. Gastarbeiter – 3:56 (Josh Sanfelici)
6. Boca dulza – 4:58 (Josh Sanfelici)
7. Malarazza – 4:08
8. Up and Down – 3:49
9. What You See Is What You Get – 3:51 (Josh Sanfelici)
10. Anna – 4:54 (Josh Sanfelici)
11. Piccola radio – 4:44 (Josh Sanfelici)
12. Pizza e sole – 3:21
13. Fela kuti aye! – 6:53
14. Viva la vida – 3:31
15. Rosaria – 3:05

## Formazione
Cast artistico
- Roy Paci - arrangiamenti, batteria, produttore esecutivo, tromba, voce
- Checco Montefiori - flauto, sassofono baritono
- Josh Sanfelici - basso, composizioni, ingegneria del suono, masterizzazione, missaggio, produzione

Cast tecnico
- Carlo Girardi - assistente ingegnere
- Olsen Involtini - missaggio